# Raschiettatura
La raschiettatura (chiamata anche raschinatura o raschiatura) è una lavorazione meccanica di finitura superficiale, eseguita asportando il materiale in eccesso della superficie da lavorare con degli appositi raschietti.
Lo scopo della lavorazione è quello di migliorare la planarità e l'estetica di superfici già parzialmente lavorate. Le superfici così trattate si presentano con un aspetto particolare, inconfondibile, gradevoli a vedersi.

## Caratteristiche
Le superfici raschiettate possono presentare errori di planarità che vanno da qualche centesimo al millesimo di millimetro. Una raschiettatura curata permette di ottenere planarità migliori rispetto ad una normale lapidellatura (dove esistono problemi relativi ai giochi dei mandrini, consumo irregolare della mola, riscaldamento del pezzo, ecc.).
Un'importante particolarità delle superfici raschiettate è che queste si presentano finemente ondulate. Questo produce due interessanti effetti:
- gli avvallamenti possono trattenere dell'olio che eventualmente fosse stato sparso sulla superficie, contribuendo a mantenere un velo lubrificante (con altri tipi di lavorazioni, l'olio tende ad espellersi quando a contatto con un'altra superficie).
- la superficie non è perfettamente speculare (come invece nel caso delle superfici lappate), questo riduce l'aderenza molecolare che si instaura con altre superfici e conseguentemente si riduce anche l'attrito radente allo scorrimento.

Per effetto di ciò, la superficie raschiettata è particolarmente indicata nei casi dove si prevede lo scorrimento tra due superfici. Alcuni esempi d'utilizzo di questa tecnica possono essere:
- piani di riferimento;
- guide o slitte per macchine utensili;
- strumenti di misura o di controllo;
- piani di scorrimento.

Il grosso problema della raschiettatura consiste nel suo costo, essendo questa un'operazione da compiere manualmente e in cui si procede lentamente (inoltre questa lavorazione è particolarmente faticosa). Per effetto di ciò, e per il miglioramento tecnologico dei lapidelli (macchine rettificatrici per superfici piane), questo tipo di lavorazione tende ad essere sostituita dalla lapidellatura.

## Raschiettatura
La raschiettatura a mano si esegue con l'ausilio di un raschietto, un utensile con una estremità tagliente. La corretta sequenza di lavoro prevede:
1. impugnare l'utensile con entrambe le mani (una sul manico e una sullo stelo);
2. inclinarlo di 20-30° rispetto alla superficie da lavorare;
3. spingerlo in avanti con una traiettoria angolata di 45° rispetto all'asse dell'utensile.

Per la sgrossatura si effettuano corse di 10-15 mm (con raschietti con il tagliente largo), nelle finiture si riduce a 3-4 mm. Eseguita la prima passata, si esegue una seconda passata ruotando la direzione di lavoro di 90°.
In una sequenza di maggiore precisione e delicatezza della superficie ottenuta, si usano raschietti "a tirare": l'asportazione del materiale viene fatta con movimenti all'indietro, da qui un miglior controllo della pressione e corsa di taglio. 
Periodicamente, il raschietto va raffreddato immergendolo in acqua e olio emulsionato.
Il metodo tradizionale, usato per il controllo della planarità è quello dell'azzurramento, con l'ausilio di un piano di riferimento ed inchiostro.

## Manutenzione
Le superfici raschiettate necessitano di un minimo di manutenzione: infatti non potendo essere ulteriormente trattate, richiedono di essere protette da un velo di olio o di grasso, per impedirne la corrosione dovuta all'azione degli agenti atmosferici.